# Tityus dasyurus
Espèce
Synonymes
- Tityus floridanus Banks, 1900

Tityus dasyurus est une espèce de scorpions de la famille des Buthidae.

## Distribution
Cette espèce se rencontre à Porto Rico, aux îles Vierges, en Colombie et au Venezuela.

## Description
La femelle holotype mesure 78 mm.

## Liste des sous-espèces
Selon The Scorpion Files (24/03/2021) :
- Tityus dasyurus dasyurus Pocock, 1897 de Porto Rico et des îles Vierges
- Tityus dasyurus fulvipes Mello-Leitão, 1945 de Colombie et du Venezuela

## Publications originales
- Pocock, 1897 : « Descriptions of some new species of scorpions o the genus Tityus, with notes upon some forms allied to T. americanus (Linn.). » Annals and Magazine of Natural History, sér. 6, vol. 19, p. 510-521 (texte intégral).
- Mello-Leitão, 1945 : « Escorpioes Sul-Americanos. » Arquivos do Museu Nacional do Rio de Janeiro, vol. 40, p. 7-468 (texte intégral).